# ثيرثا ساتيش
ثيرثا ساتيش (من مواليد 16 أبريل 2004م) لاعبة كريكيت هندية المولد تلعب مع منتخب الإمارات العربية المتحدة للكريكيت باعتباره لاعبة كريكيت يسارية وحارسة بوابة صغيرة .

## النشأة
ولدت ساتيش في تشيناي بالهند, وعاشت في دبي منذ أن كانت طفلة صغيرة.  والدتها راثنا تعمل كمهندسة معمارية, ووالدها ساتيش سيلانامبي متخصص في الشؤون المالية. 
في عام 2019 بدأت ساتيش بلعب الكريكيت بعد مشاهدة كانا ( transl. "To Dream" ), وهو فيلم درامي رياضي باللغة التاميلية, حيث تحاول الشخصية الرئيسية فيه لعب الكريكيت لإرضاء والدها المزارع, وينتهي بها الأمر بالمشاركة مع الهند في كأس العالم . قبل ذلك كان ساتيش تستمتع بمشاهدة المبارايات لفترة طويلة. 
كان والدا ساتيش داعمين تمامًا لمشاركتها في لعبة الكريكيت. تشاهد هي ووالدها المبارايات على شاشة التلفزيون معًا.  وهي بدورها من مشجعي فريق تشيناي سوبر كينغز , وخاصة اللاعب روتوراج جايكواد , أحد أفضل لاعبي المضرب في CSK.  

## الاحتراف الدولي
في نوفمبر 2021م تم اختيار ساتيش في تشكيلة منتخب دولة الإمارات العربية المتحدة في تصفيات آسيا 2021 لبطولة توينتي الدولية النسائية للكريكيت التي أقيمت في دبي.  في 22 نوفمبر 2021م ظهرت لأول مرة في بطولة توينتي الدولية للسيدات (WT20I) مع منتخب دولة الإمارات العربية المتحدة ضد ماليزيا في المباراة الأولى لتلك البطولة. حيث سجلت أكبر عدد من النقاط بـ 46 نقطة في 48 كرة وحصلت على جائزة أفضل لاعب في المباراة التي فازت بها الإمارات العربية المتحدة بفارق 30 نقطة. 
في وقت لاحق من البطولة التي خرج منها منخب الإمارات العربية المتحدة فائزا,  سجلت ساتيش هدفين مرة أخرى, برصيد 64 * في 53 كرة ضد بوتان ,  و47 في 46 كرة ضد نيبال .  في المباراة ضد بوتان, شاركت أيضًا مع شاماني سينيفيراتني في شراكة الويكيت  بـ 131  و أنهت البطولة بأعلى مجموع ومعدل لأي لاعب, عند 165 و41.25 على التوالي.
في شهر مارس 2022م تم اختيار ساتيش ضمن فريق الإمارات العربية المتحدة للمشاركة في كأس الخليج للسيدات 2022 في مسقط بسلطنة عمان.  في تلك البطولة كانت أعلى نتيجة لها هي 41 نقطة من 23 كرة ضد منتخب عمان.   في الشهر التالي شاركت مرة أخرى مع دولة الإمارات العربية المتحدة في سلسلة ثنائية من 4 مباريات ضد منتخب هونج كونج في ملعب مالك للكريكيت في عجمان . خلال المباراة الأولى من تلك السلسلة حققت مع كافيشا إيجوداج 83 للويكيت الثاني مشاركة.   وكانت أعلى نتيجة لها في السلسلة ب47 نقطة من 34 كرة في المباراة الثانية.   في نوفمبر 2022م سجلت 107 نقاط في 57 كرة في مباراة توينتي للسيدات تحت 19 عامًا ضد الولايات المتحدة الأمريكية, بعد أن سجلت 70 نقطة في 56 كرة في المباراة السابقة من السلسلة الثنائية.  

## الاحتراف المحلي
في شهر مايو 2022م تم اختيار ساتيش للعب في 2022 FairBreak Invitational T20 وهو حدث رياضي يديره القطاع الخاص في دبي. ولعبت لفريق الصقور.  
في أكتوبر 2022م لعبت مع منتخب الإمارات في كأس آسيا لمباريات توينتي للسيدات .

## أنظر أيضا
- قائمة لاعبات منتخب الإمارات العربية المتحدة للكريكت في تونتي20 الدولية

## روابط خارجية
ثيرثا ساتيش at ESPNcricinfo 